# Tomáš Ladra
Tomáš Ladra (Česká Lípa, 24 aprile 1997) è un calciatore ceco, centrocampista dello Mladá Boleslav.

## Carriera

### Club
Ha giocato nella prima divisione ceca.

### Nazionale
Ha giocato nella nazionale ceca Under-19.
Con la nazionale Under-21 ceca ha preso parte a 4 incontri di qualificazione al Campionato europeo di calcio Under-21 2019.

## Statistiche

### Presenze e reti nei club
Statistiche aggiornate al 5 Settembre 2018.
| Stagione         | Squadra          | Campionato       | Campionato | Campionato | Coppe nazionali | Coppe nazionali | Coppe nazionali | Coppe continentali | Coppe continentali | Coppe continentali | Altre coppe | Altre coppe | Altre coppe | Totale | Totale | Totale |
| Stagione         | Squadra          | Comp             | Pres       | Reti       | Comp            | Pres            | Reti            | Comp               | Pres               | Reti               | Comp        | Pres        | Reti        | Pres   | Reti   |        |
| ---------------- | ---------------- | ---------------- | ---------- | ---------- | --------------- | --------------- | --------------- | ------------------ | ------------------ | ------------------ | ----------- | ----------- | ----------- | ------ | ------ | ------ |
| 2016-2017        | Pardubice        | FNL              | 29         | 2          | CRC             | 1               | 0               |                    | -                  | -                  |             | -           | -           | 30     | 2      |        |
| 2017-gen. 2018   | Pardubice        | FNL              | 13         | 3          | CRC             | 0               | 0               |                    | -                  | -                  |             | -           | -           | 13     | 3      |        |
| Totale Pardovice | Totale Pardovice | Totale Pardovice | 42         | 5          |                 | 1               | 0               |                    | -                  | -                  |             | -           | -           | 43     | 5      |        |
| gen.-giu. 2018   | Mladá Boleslav   | 1L               | 14         | 0          | CRC             | 2               | 0               |                    | -                  | -                  |             | -           | -           | 16     | 0      |        |
| 2018-2019        | Mladá Boleslav   | 1L               | 7          | 2          | CRC             | 0               | 0               |                    | -                  | -                  |             | -           | -           | 7      | 2      |        |
| Totale carriera  | Totale carriera  | Totale carriera  | 63         | 7          |                 | 3               | 0               |                    | -                  | -                  |             | -           | -           | 66     | 7      |        |